# Mukkudal
Mukkudal es una ciudad y nagar Panchayat situada en el distrito de Tirunelveli en el estado de Tamil Nadu (India). Su población es de 14983 habitantes (2011).

## Demografía
Según el censo de 2011 la población de Mukkudal era de 14983 habitantes, de los cuales 7274 eran hombres y 7709 eran mujeres. Mukkudal tiene una tasa media de alfabetización del 88,15%, superior a la media estatal del 80,09%: la alfabetización masculina es del 93,80%, y la alfabetización femenina del 82,89%.